# Milamgletscher
Der Milamgletscher befindet sich im Distrikt Pithoragarh im indischen Bundesstaat Uttarakhand.
Der 19 km lange Gletscher strömt in südöstlicher Richtung durch den östlichen Garhwal-Himalaya. Der Gletscher befindet sich im östlichen Teil der Nanda-Devi-Gruppe im Einzugsgebiet der Ganges. Der Milamgletscher speist den Gori, einen rechten Nebenfluss des Mahakali. Der Gletscher wird von den Gipfeln Rishi Pahar (6992 m), Hardeol (7151 m), Tirsuli (7074 m), Nanda Gond (6315 m) und Nanda Pal (6303 m) flankiert.  